# Carmen Filpi
Carmen Filpi (Pittsfield, 22 marzo 1923 – Washington, 9 maggio 2003) è stato un attore statunitense.

## Biografia
Figlio di Remigio e Rosa Gatto Filpi, Carmen si è diplomato alla Pittsfield High School nel 1942 e ha prestato servizio nell'esercito degli Stati Uniti nel Pacifico durante la seconda guerra mondiale. Ha mosso i suoi primi passi da attore in una compagnia comica con il collega e concittadino George Morell. Alla fine degli anni '60 si trasferì a Hollywood dove la sua carriera cinematografica entrò nel vivo: è noto per Beetlejuice - Spiritello porcello (1988),  Halloween 4 - Il ritorno di Michael Myers (1988), Fusi di testa (1992) e Prima o poi me lo sposo (1998). 
Ha preso parte a molte serie TV, tra le quali Baretta, Barney Miller, In viaggio nel tempo, Sposati... con figli, Genitori in blue jeans, Sabrina, vita da strega e Freebie e Bean.
È apparso anche in numerosi spot televisivi.

## Filmografia parziale

### Cinema
- Boulevard Nights, regia di Michael Pressman (1979)
- 1997: Fuga da New York (Escape from New York), regia di John Carpenter (1981)
- Bobo, vita da cani (Walk Like a Man), regia di Melvin Frank (1987)
- Beetlejuice - Spiritello porcello (Beetlejuice), regia di Tim Burton (1988)
- Halloween 4 - Il ritorno di Michael Myers (Halloween 4: The Return of Michael Myers), regia di Dwight H. Little (1988)
- Alligator II: The Mutation, regia di Jon Hess (1991)
- Fusi di testa (Wayne's World), regia di Penelope Spheeris (1992)
- Prima o poi me lo sposo (The Wedding Singer), regia di Frank Coraci (1998)

### Televisione
- La città in controluce (Naked City) - serie TV, episodio 3x28 (1962)
- Baretta - serie TV, episodio 2x20 (1976)

- Barney Miller - serie TV, episodio 5x20 (1979)
- Genitori in blue jeans (Growing Pains) - serie TV, episodi 4x18-5x11 (1989)
- In viaggio nel tempo (Quantum Leap) - serie TV, episodio 2x20 (1990)
- Sposati... con figli (Married with Children) - serie TV, episodio 5x23 (1991)
- Thunder Alley - serie TV, episodi 2x03-2x08 (1994)
- Quell'uragano di papà (Home Improvement) - serie TV, episodio 6x10 (1996)
- The Wayans Bros. - serie TV, episodio 4x09 (1997)
- Sabrina, vita da strega (Sabrina the Teenage Witch) - serie TV, episodio 3x22 (1999)